# Hathajoga

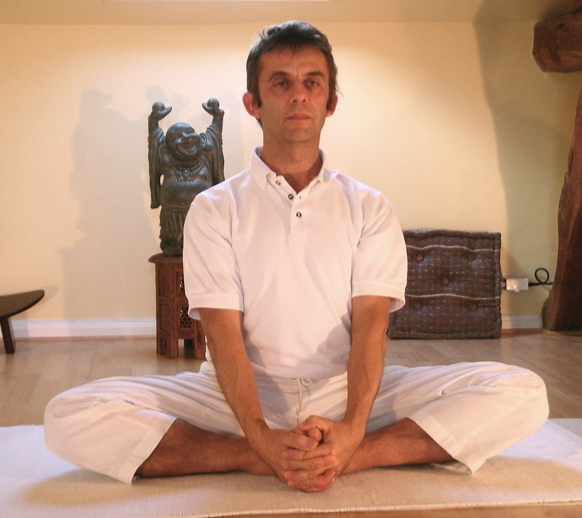
Baddha konasana

Hathajoga (dewanagari हठयोग) – tradycja indyjskiej jogi, bazująca głównie na pozycjach ciała asana, sześciu procesach oczyszczających krija oraz na kontroli oddechu (pranajama). Jednym z autorytatywnych tekstów tej szkoły to Hathajogapradipika.
Hathajoga różni się od klasycznej jogi (np. z Jogasutr) mniejszym naciskiem na metafizykę odziedziczoną po samkhji, a większym na praktyki ezoteryczne i praktyki fizyczne. Joga klasyczna i większość pozostałych szkół jogi dążą do osiągnięcia równowagi między metafizyką a ezoteryką. Hathajoga, w znacznej mierze gubiąc moment filozoficzny, kładzie silny nacisk na magiczne i ezoteryczne aspekty jogi, dążąc przy tym silniej niż inne kierunki do uzyskania mocy ponadnaturalnych, a zwłaszcza do zwycięstwa nad śmiercią, starością i chorobą. Magiczno-mistyczne koncepcje zawarte w tekstach hathajogi czynią ją jednym z głównych składników i źródeł tantryzmu.
Hathajoga nie odchodzi jednak przy tym całkowicie od jogi klasycznej – przeciwnie, zawiera w sobie wszystkie jej zasadnicze elementy, w szczególności zaleca praktykowanie nakazów i zakazów moralnych (jama i nijama), a także dążenie do samadhi. Warto pamiętać, że nie ma hathajogi bez radża-jogi i nie może być mowy o radża-jodze bez hathajogi.

## Źródłosłów
Słowo hatha znaczy siła. Wyrazu tego używa się jako przysłówka w sensie „przemocą” lub „wbrew czyjejś woli”. Słowo to składa się z dwóch członów ha oznaczającego słońce i tha oznaczającego księżyc (symbolika tych nazw jest podobna do znaczenia yin i yang).

## Prageneza
Wiele aspektów jogi szczególnie silnie obecnych w hathajodze, jak specyficzne pozycje ciała (asany) wydaje się mieć szczególnie dawne pochodzenie. Pewne płaskorzeźby przedaryjskiej cywilizacji Mohendżo Daro interpretowano jako wizerunki medytującego w stanowiącej jedną z podstawowych asan pozycji lotosu (padmasana) Śiwy. Już Rygweda [X 136] mówi o dysponujących szczególnymi mocami nadnaturalnymi ascetach – munich unoszących się ponad wiatrem. Mistyczna anatomia ciała ludzkiego hathajogi obecna jest w najstarszych upaniszadach – np. Ćhandogjopaniszada [VIII 6.6] mówi o istotnych dla hathajogi niefizycznych kanałach energetycznych (nadi), w tym o najważniejszej, suszumnie, prowadzącej wzdłuż kręgosłupa do czubka głowy. Koncepcję kontroli oddechu (pranajama) omawia Bryhadaranjakopaniszad [I 5.23]. Także o wiele młodsza Swetaśwataraopaniszada [II 8 i nn.] omawia dość szczegółowo pewne typowe dla hathajogi aspekty jogi, jak kontrola oddechu i wzbudzanie ognia wewnętrznego. Już według Upaniszady Śwetaśwatara, ma to prowadzić do przezwyciężenia śmierci, choroby i starości.
Duża liczba typowych dla hathajogi elementów pojawia się w tekstach tantrycznych, szczególnie w Malatimadhavie, dziele ascetycznym Bhawabhutiego datowanym na VIII w. n.e., a także w datowanej na VI w. Harszaćaricie Banabhatty.

## Rozwój
Właściwy rozwój hathajogi nastąpił na gruncie hinduistycznych sekt kanphata i nathów lub natha sampradaja. Ta heterodoksyjna sekta kładła szczególnie duży nacisk na moce magiczne (siddhi) uzyskiwane dzięki praktykom ascetycznym. Większość klasycznych tekstów hathajogi wiąże się właśnie z nią. Słownictwo i typowe pojęcia hathajogi wypracowali na południu jogini tamilscy, zwani Tamil siddha, którzy od X do XV wieku tworzyli poematy je zawierające. Wpływ terminologii i pojęć typowych dla hathajogi obecny jest także w tantrze buddyjskiej, a w pewnym stopniu również wśród dżinistów. Wiadomości o początkach hathajogi są jednak bardzo niekompletne ze względu na niejednokrotnie celowo hermetyczny styl tamilskich poematów.
Podstawowym tekstem hathajogi jest Hathapradipika autorstwa Swatmaramy, pochodząca z XV wieku. Inne ważne teksty opisujące techniki hathajogi to Gheranda Sanhita, Śiwa Sanhita, Goraksza Śataka i Siddhasiddhantha Paddhati. Hathajogapradipika jest jednym z najstarszych zachowanych tekstów hathajogi, powstałym jako skutek osobistego doświadczenia Swamiego Swatamaramy, ucznia Swamiego Gorakhnatha. Stanowi zwięzły sanskrycki opis wszystkich najważniejszych dla hathajogi pojęć, jak asany, śatkrije, pranajamy, ćakry, kundalini, bandhy, mudry, krija, śakti, nadi itd. z praktycznymi wskazówkami. Gheranda Sanhita pochodzi z XVII wieku, ma charakter w dużej mierze encyklopedyczny. Wiele miejsca poświęca samadhi, omawiając je jednak inaczej niż Patańdźali. Inaczej niż pozostałe teksty klasyczne, za najważniejsze dla praktyki jogicznej uznaje krija i wewnętrzne oczyszczenie ciała.
Hathajoga jest żywa także w Indiach współczesnych. Tradycję tę reprezentują m.in. Swami Kuvalayananda (1883-1966), Sri Tirumalai Krishnamacharya (1888-1989) i jego uczniowie – Sri K. Pattabhi Jois, B.K.S. Iyengar, Indra Devi i T.K.V. Desikachar, a także Swami Śiwananda i jego uczniowie Swami Satyananda Saraswati oraz Swami Satchidananda. Wielu z nich przyczyniło się do współczesnej popularności hathajogi na Zachodzie.

## Technika mistyczna
Szczególnie charakterystyczna dla hathajogi jest koncepcja „ciał subtelnych”, posiadających własną anatomię. Różne teksty hathajogi przedstawiają tę anatomię nieco inaczej, panuje jednak wśród nich zgoda, że istnieją ćakry – centra o kształcie lotosu przyporządkowane różnymi miejscom ciała ludzkiego, oraz nadi, „żyły” łączące ćakry. Każda ćakra posiada wiele specyficznych sobie przyporządkowań, zwłaszcza bóstw lub par bóstw, inwokacji (mantra) i obrazów (jantra).
Przy pierwszej z ćakr, muladharze, umiejscowionej w miejscu między odbytem a narządami płciowymi, drzemie wąż Kundalini reprezentujący energię (śakti) Śiwy. Zadaniem jogina jest obudzenie węża, który poprzez główną nadi, szuszumnę, i wszystkie pozostałe ćakry, ma osiągnąć najwyższą z ćakr, położoną u czubka głowy tysiącpłatkową sahasrarę. W ten sposób Kundalini, śakti Śiwy, jednoczy się z samym Śiwą, co właśnie doprowadza do osiągnięcia mocy magicznych, nieśmiertelności i zdrowia. Zarazem stanowi to o możliwości wyzwolenia jako że jest unią mistyczną z bóstwem.
Hathajoga zawiera ponadto wiele różnych szczegółowych technik mistycznych i ascetycznych. Do ważniejszych należy medytacyjna technika jednoczesnej wymuszonej kontroli nad oddechem, nasieniem i aktywnością umysłu. Istotna jest także technika khećari, polegająca na jednoczesnym blokowaniu wydzielania śliny i oddechu przez połączenie języka z podniebieniem – ma to prowadzić na planie ciała subtelnego do odwrócenia biegu nektaru nieśmiertelności, co skutkuje przedłużeniem życia. Hathajoga jest więc techniką medytacyjną opierającą się na ścisłej kontroli ciała i zmysłów, kontrola ta zaś jest środkiem do celów duchowych i magicznych – nie należy więc uznawać hathajogi w jej oryginalnej formie za zwyczajny system ćwiczeń fizycznych.

## Praktyki

### Asana

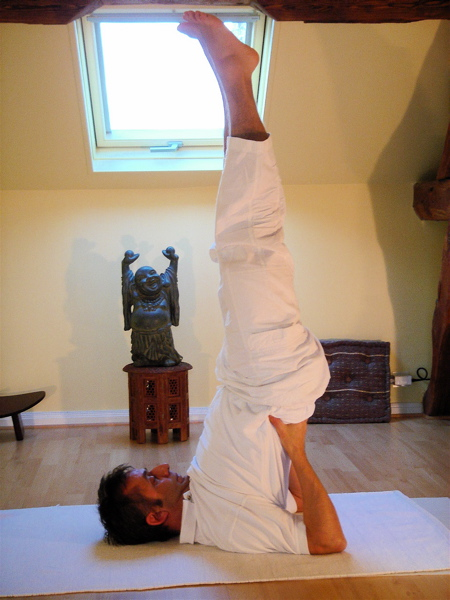
Salamba Sarvangasana (Stanie na barkach)

Asana jest częścią jogi polegającą na wykonywaniu określonych ćwiczeń zwanych asanami lub pozycjami jogicznymi. Celem tych praktyk jest osiągnięcie wewnętrznej harmonii i wzmocnienie ciała. Ciało sztywne i napięte należy rozciągnąć i rozluźnić, ciało zbyt rozluźnione należy wzmocnić.

### Pranajama
Pranajama, czyli ćwiczenia oddechowe – to kolejna dyscyplina, którą obok asan uprawiają jogini. Jej zadaniem jest oczyszczenie systemu nerwowego oraz reszty ciała z toksyn. Panowanie nad oddechem ściśle związane jest z kontrolą nad emocjami, wyciszeniem, zwróceniem zmysłów do wewnątrz i wsłuchiwaniem się w pracę własnego organizmu.

### Relacja pomiędzy ciałem i umysłem
Joga mówi, że ciało i umysł są ze sobą połączone i wzajemnie na siebie oddziałują. Stan umysłu wpływa na stan ciała i ma w nim swoje odzwierciedlenie. Jednocześnie stan ciała wpływa na stan umysłu. Nie można bezpośrednio wpływać na umysł, ale można wpływać nań pośrednio, poprzez praktykowanie asan, pranajam i medytacji. Jeżeli problem umysłu jest w ciele odzwierciedlony np. pod postacią skurczu (np. pod kolanem), to przepracowując ten problem, pracujemy również m.in. nad problemem naszego umysłu i naszej duszy.

### Korzyści płynące z uprawiania hathajogi
Jogini przekonują, że joga pomaga zwalczać bóle głowy i stawów, ułatwia łagodne przejście przez okres przekwitania, wspomaga leczenie depresji i pomaga zrzucić nadwagę, jak również wspomaga leczenie i leczy wiele innych chorób i dolegliwości. Asany zwiększają siłę i wydajność mięśni, ścięgien, systemu krążenia, systemu nerwowego, mają również korzystny wpływ na umysł i psychikę; wymagają skupienia na oddechu, co wpływa korzystnie na pracę serca, a to pomaga w natlenieniu komórek ciała i przyspiesza procesy metaboliczne. Ostatnio coraz częściej zaleca się uprawianie jogi kobietom w ciąży. Wykazano, że poprawia to samopoczucie ciężarnych, a w szczególności – przynosi ulgę w towarzyszących zaawansowanej ciąży bólom pleców.

### Joga w ciąży
Ostatnio coraz więcej kobiet decyduje się, by w czasie ciąży prowadzić bardziej aktywny tryb życia tak, aby ułatwić sobie z jednej strony poród, a z drugiej szybciej wrócić do formy po porodzie. Jednym z coraz częściej wybieranych narzędzi do osiągnięcia tych celów są właśnie ćwiczenia hathajogi.
Zarówno ciąża, jak menstruacja czy okres przekwitania są naturalnymi stanami dla kobiety, chociaż powodują wielkie zmiany w organizmie – tak fizyczne, jak i psychiczne. Z tego względu joga w ciąży różni się od zwyczajnej praktyki. Jeśli kobieta nie ma przeciwwskazań od lekarza do wykonywania ćwiczeń i jeśli z aktywnością fizyczną „dobrze się czuje”, powinna jak najdłużej ćwiczyć jogę. Dzięki właściwie dobranemu zestawowi asan kobieta może osiągnąć wiele korzyści, oto niektóre z nich:
- Dobre samopoczucie fizyczne i psychiczne. Kobiety ciężarne, które pozostają aktywne, rzadziej tracą motywację i pewność siebie. Podczas sesji jogi podnosi się poziom energii, zmniejsza zmęczenie i poprawia samopoczucie.
- Zmniejszenie intensywności bólów krzyżowych. Dolegliwości bólowe kręgosłupa są typową przypadłością w czasie ciąży, ponieważ przez dodatkowy ciężar w okolicy lędźwiowej tworzy się strukturalna nierównowaga. Wiele asan wzmacnia mięśnie grzbietu zwłaszcza okolice dolnej części kręgosłupa.
- Równowaga hormonalna. Wiele asan wpływa korzystnie na funkcjonowanie gruczołów dokrewnych, np. wygięcia do przodu, czy pozycje odwrócone stymulują gruczoł tarczycy.[potrzebny przypis]
- Łatwiejszy poród. Regularna praktyka jogi, zwłaszcza w końcowej fazie ciąży może mieć pozytywny wpływ na przebieg porodu. Zwiększona siła i lepsza kondycja wzmacniają mięśnie krocza, macicy i sprzyjają wzrostowi łożyska, które reguluje skurcze i ułatwia poród.
- Zmniejszenie prawdopodobieństwa otyłości poporodowej. Ćwiczenia pomagają zachować masę mięśniową przez okres ciąży, co pozwala utrzymywać metabolizm spoczynkowy na podwyższonym poziomie.

## Literatura przedmiotu
- Svatmarama Swami, Hatha Pradipika of Svatmarama (ed. Swami Digambarji i Raghunathshastri Kokaje), Kaivalyadhama 1975, ISBN – 8189485121; wyd. indyjskie
- Swami Svatmarama, The Hatha Yoga Pradipika, New York 1974 – tekst sanskrycki i przekład angielski podstawowego traktatu hathajogi
- Gheranda, Gheranda Samhita (ed. Swami Digambarji i Dr M.L. Gharote), Kaivalyadhama 1978, ISBN – 8190280333; wyd. indyjskie
- Vasishtha Rishi, Vasishtha Samhita (ed. Swami Maheshananda, Dr B.R. Sharma, Shri G.S. Sahay, Shri R.K. Bodhe), Kaivalyadhama 1977, ISBN – 8189485377; wyd. indyjskie
- Swami Kuvalayananda, Asanas, Kaivalyadhama 1933 (siedem wydań indyjskich), ISBN – 81-89485-04-0; pierwszy naukowy podręcznik asan na świecie
- Swami Kuvalayananda, Pranayama, Kaivalyadhama 1931 (dziesięć wydań indyjskich), ISBN – 81-902803-6-8; pierwszy naukowy podręcznik pranajam na świecie
- Mikel Burley, Hatha yoga. Its Context, Theory and Practice, Delhi 2000 – jedna z pierwszych współczesnych monografii
- Shashibhusan Dagupta, Obscure religious cults, wyd. 3, Kalkuta 1969 – zawiera informacje o hathajodze oparte na źródłach bengalskich